# Leo Hepp (Tiermediziner)
Leo Hepp (* 1871; † 1950) war ein deutscher Veterinär.
Im Ersten Weltkrieg war Hepp Korpsveterinär des III. Reservekorps. Zuletzt hatte er den Dienstgrad Generalveterinär.
Sein Sohn Leo Hepp war Generalleutnant der Bundeswehr. 